# The Bedford Diaries
The Bedford Diaries est une série télévisée américaine en 8 épisodes de 42 minutes, créée par Tom Fontana et Julie Martin et diffusée entre le 29 mars et le 10 mai 2006 sur The WB.
En France, le premier épisode de la série a été diffusé le 5 juin 2009 sur Série Club dans les Screenings 2009.

## Synopsis
Cette série explore le questionnement de six étudiants lors d'un séminaire intitulé « Sexualité et condition humaine » proposé par le professeur Jake Macklin à l'université de New York. Les thèmes abordés sont la responsabilité sexuelle, la manipulation, les différences entre amour et sexe, la passion, l'abstinence…
Les réflexions des étudiants sont exprimées au travers de reportages vidéo qu'ils doivent effectuer chaque semaine dans le cadre de leur cursus.

## Distribution
- Matthew Modine : Professeur Jake Macklin
- Tiffany Dupont : Sarah Gregory
- Milo Ventimiglia : Richard Thorne III
- Penn Badgley : Owen Gregory
- Victoria Cartagena (en) : Zoe Lopez
- Corri English (en) : Natalie Dykstra
- Ernest Waddell (en) : Lee Hemingway
- Audra McDonald : Professeur Carla Bonatelle
- Peter Gerety : Dean Harold Harper (7 épisodes)
- Denise Quiñones : Mia Thorne (5 épisodes)

## Épisodes
1. Pilote alias I'm Gonna Love College
2. The Truth About Sex
3. Tell Me No Secrets
4. Zen and the Art of Manipulation
5. Love and the Tenth Planet
6. The Passion of the Beaver
7. Risky Business
8. Abstinence Makes the Heart Grow Fonder